# 郡州
郡州，唐朝时设置的州。
唐玄宗开元十五年（727年）分武安州设置郡州，为羁縻州，治所在郡口县（今越南海防市先浪），属安南都护府。唐德宗贞元六年（790年）郡州升为正州。郡州下辖郡口县、安乐县（今越南海防市）。唐懿宗咸通七年（866年），隶属于静海军节度使。五代十国沿置郡州至越南独立后。

## 刺史
- 杜怀碧（798年）[1]